# Карел Подразіл
Карел Подразіл (чеськ. Karel Podrazil, 2 січня 1905, Прага — 8 січня 1973) — чехословацький футболіст, що грав на позиції нападника.
Виступав, зокрема, за клуби «Спарта» (Прага), «Вікторія» (Жижков) та «Спарта» (Прага), а також національну збірну Чехословаччини.
Дворазовий чемпіон Чехословаччини.

## Клубна кар'єра
У дорослому футболі дебютував 1926 року виступами за команду клубу «Спарта» (Прага), в якій провів один сезон.
Своєю грою за цю команду привернув увагу представників тренерського штабу клубу «Вікторія» (Жижков), до складу якого приєднався 1927 року. Відіграв за команду з Жижкова наступні три сезони своєї ігрової кар'єри. За цей час виборов титул чемпіона Чехословаччини.
1930 року повернувся до клубу «Спарта» (Прага), за який відіграв 2 сезони. За цей час додав до переліку своїх трофеїв ще один титул чемпіона Чехословаччини. Завершив професійну кар'єру футболіста виступами за команду «Спарта» (Прага) у 1932 році.
Помер 8 січня 1973 року на 69-му році життя.

## Виступи за збірну
1926 року дебютував в офіційних матчах у складі національної збірної Чехословаччини. Протягом кар'єри у національній команді, яка тривала 6 років, провів у формі головної команди країни 17 матчів, забивши 5 голів.

## Статистика виступів

### Статистика виступів у Кубку Мітропи
| №                      | Розіграш               | Стадія                 | Дата та місце проведення | Команда 1              | Рахунок | Команда 2           | Голи     |
| ---------------------- | ---------------------- | ---------------------- | ------------------------ | ---------------------- | ------- | ------------------- | -------- |
| 1                      | 1928                   | 1/4                    | 26.08.1928, Загреб       | Граджянскі (Загреб)    | 3:2     | Вікторія (Жижков)   | 40'      |
| 2                      | 1928                   | 1/4                    | 2.09.1928, Прага         | Вікторія (Жижков)      | 6:1     | Граджянскі (Загреб) | 26', 59' |
| 3                      | 1928                   | 1/2                    | 8.09.1928, Прага         | Вікторія (Жижков)      | 4:3     | Рапід (Відень)      |          |
| 4                      | 1928                   | 1/2                    | 16.09.1928, Відень       | Рапід (Відень)         | 3:2     | Вікторія (Жижков)   | 64'      |
| 5                      | 1928                   | 1/2                    | 23.09.1928, Відень       | Рапід (Відень)         | 3:1     | Вікторія (Жижков)   |          |
| Всього «Вікторія»      | Всього «Вікторія»      | Всього «Вікторія»      | Всього «Вікторія»        | Всього «Вікторія»      | 5       |                     | 4        |
| 6                      | 1930                   | 1/4                    | 19.07.1930, Відень       | Ферст Вієнна           | 2:3     | Спарта (Прага)      |          |
| 7                      | 1930                   | 1/2                    | 28.09.1930, Мілан        | Амброзіана-Інтер       | 2:2     | Спарта (Прага)      |          |
| 8                      | 1930                   | 1/2                    | 12.10.1930, Прага        | Спарта (Прага)         | 6:1     | Амброзіана-Інтер    | 72'      |
| 9                      | 1930                   | Фінал                  | 12.11.1930, Відень       | Рапід (Відень)         | 3:2     | Спарта (Прага)      |          |
| 10                     | 1931                   | 1/4                    | 12.07.1931, Турин        | Ювентус                | 2:1     | Спарта (Прага)      |          |
| 11                     | 1931                   | 1/4                    | 22.07.1931, Прага        | Спарта (Прага)         | 1:0     | Ювентус             |          |
| 12                     | 1931                   | 1/4                    | 2.09.1931, Відень        | Спарта (Прага)         | 3:2     | Ювентус             | 25'      |
| 13                     | 1931                   | 1/2                    | 10.09.1931, Відень       | ВАК                    | 2:3     | Спарта (Прага)      |          |
| 14                     | 1931                   | 1/2                    | 17.09.1931, Будапешт     | Спарта (Прага)         | 3:4     | ВАК                 |          |
| 15                     | 1931                   | 1/2                    | 7.10.1931, Будапешт      | Спарта (Прага)         | 0:2     | ВАК                 |          |
| 16                     | 1932                   | 1/4                    | 10.06.1932, Болонья      | Болонья                | 5:0     | Спарта (Прага)      |          |
| 17                     | 1932                   | 1/4                    | 28.06.1932, Прага        | Спарта (Прага)         | 3:0     | Болонья             | 62'      |
| Всього «Спарта»        | Всього «Спарта»        | Всього «Спарта»        | Всього «Спарта»          | Всього «Спарта»        | 12      |                     | 3        |
| Всього в Кубку Мітропи | Всього в Кубку Мітропи | Всього в Кубку Мітропи | Всього в Кубку Мітропи   | Всього в Кубку Мітропи | 17      |                     | 7        |

## Титули і досягнення
- Чемпіон Чехословаччини (2):

«Вікторія» (Жижков): 1927–1928
«Спарта» (Прага): 1931–1932